# Spoorlijn Gifhorn Stadt - Celle
De spoorlijn Gifhorn Stadt - Celle was een spoorlijn in de Duitse deelstaat Nedersaksen en was als lijn 1724 onder beheer van DB Netze.

## Geschiedenis
Het traject werd door de Preußische Staatseisenbahnen geopend in 1913. Personenvervoer heeft plaatsgevonden tot 1981, tegelijkertijd met de opheffing werd het gedeelte tussen Gamsen-Kästorf en Müden-Dieckhorst gesloten. Op het resterende gedeelte tussen Gifhorn en Gamsen-Kästorf was er nog goederenvervoer tot 1983 en tussen Müden-Dieckhorst en Celle tot 1993. Thans is de volledige lijn opgebroken.

## Aansluitingen
In de volgende plaatsen is of was er een aansluiting op de volgende spoorlijnen:
Gifhorn Stadt
DB 1962, spoorlijn tussen Gifhorn en Wieren
Celle
DB 1710, spoorlijn tussen Hannover en Celle
DB 1720, spoorlijn tussen Lehrte en Cuxhaven
DB 1721, spoorlijn tussen Celle en Wahnebergen
DB 1722, spoorlijn tussen Celle en Braunschweig
DB 9170, spoorlijn tussen Celle en Soltau
DB 9173, spoorlijn tussen Celle en Wittingen